# Bonnie Bramlett
Bonnie Bramlett (født Bonnie Lynn O'Farrell 11. august 1944 i Alton, Illinois) er en amerikansk sanger. Hun har siden 1960'erne optrådt først som backingsanger, siden i gruppen Delaney & Bonnie og som solist.
Bramlett begyndte som 15-åring som backingsanger for blueskunstnere, bl.a. Fontella Bass, Albert King, og Little Milton. Hun blev den første hvide sanger, der optrådte med Ike og Tina Turner som del af "The Ikettes".
Bramlett flyttede senere til Los Angeles, hvor hun i 1967 mødte sangeren Delaney Bramlett ved en koncert med hans band, The Shindogs. De to blev gift samme uge og dannede gruppen "Delaney & Bonnie". Bramlett turnerede med gruppen frem til 1972, hvor både gruppen og ægteskabet blev opløst.
Bramlett fortsatte som solist og udgav i 1973 Sweet Bonnie Bramlett med backing af the Average White Band. I 1970'erne turnerede hun med Stephen Stills og The Allman Brothers. Bonnie Bramlett fik i 1979 en kort fængselsdom for et overfald på Elvis Costello, efter at denne i fuldskab havde fremsat en nedladende og racistisk bemærkning om Ray Charles.
I 1990'erne indledte Bramlett en karriere som skuespiller under navnet Bonnie Sheridan og medvirkede bl.a. i The Doors og TV-serien Roseanne.
Efter årtusindskiftet er Bramlett vendt tilbage til sine rhythm'n'blues rødder og har udgivet flere album som solist.
I 1993 blev Bramletts datter Bekka Bramlett medlem af gruppen Fleetwood Mac efter at Stevie Nicks havde forladt gruppen.

## Diskografi
- Alle udgivelser med Delaney & Bonnie
- Sweet Bonnie Bramlett (CBS, 1973)
- It's Time (Capricorn, 1975)
- Lady's Choice (Capricorn, 1976)
- Memories (Capricorn, 1978)
- Step by Step (1981)
- I'm Still the Same (Audium, 2002)
- Pennies from Heaven (Zoho, 2005)

## Filmografi
- Vanishing Point (1971)
- Catch My Soul (1974)
- Fame, episoden "Fame and Fortune" (1986)
- The Doors (1991)
- Roseanne (1991-1995)